# Куп пет нација 1910.
Куп пет нација 1910. (службени назив: 1910 Five Nations Championship) је било 29. издање овог најелитнијег репрезентативног рагби такмичења Старог континента. а 1. издање Купа пет нација. Од ове године, Француска се прикључила такмичењу у коме су некада учествовале само острвске рагби репрезентације.
Куп су освојили Енглези.

## Такмичење
Велс - Француска 49-14
Енглеска - Велс 11-6
Шкотска - Француска 27-0
Велс - Шкотска 14-0
Енглеска - Ирска 0-0
Ирска - Шкотска 0-14
Француска - Енглеска 3-11
Ирска - Велс 3-19
Шкотска - Енглеска 5-14
Француска - Ирска 3-8

## Табела
|   | Селекција                      | ИГ | Д | Н | И | ПД | ПП | ПР  | Б |  |
| - | ------------------------------ | -- | - | - | - | -- | -- | --- | - |  |
| 1 | Рагби репрезентација Енглеске  | 4  | 3 | 1 | 0 | 36 | 14 | +22 | 7 |  |
| 2 | Рагби репрезентација Велса     | 4  | 3 | 0 | 1 | 88 | 28 | +60 | 6 |  |
| 3 | Рагби репрезентација Шкотске   | 4  | 2 | 0 | 2 | 46 | 28 | +18 | 4 |  |
| 4 | Рагби репрезентација Ирске     | 4  | 1 | 1 | 2 | 11 | 36 | -25 | 3 |  |
| 5 | Рагби репрезентација Француске | 4  | 0 | 0 | 4 | 20 | 95 | -75 | 0 |  |

| Победник Купа пет нација 1910.                            |
| --------------------------------------------------------- |
| Репрезентација Енглеске 4. титула првака Европе у рагбију |